# Пара з Вірдінга

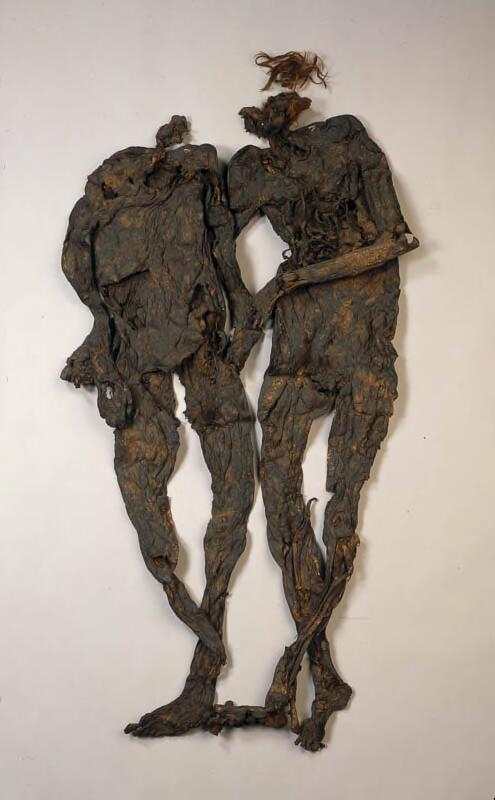
Люди із Вірдінга

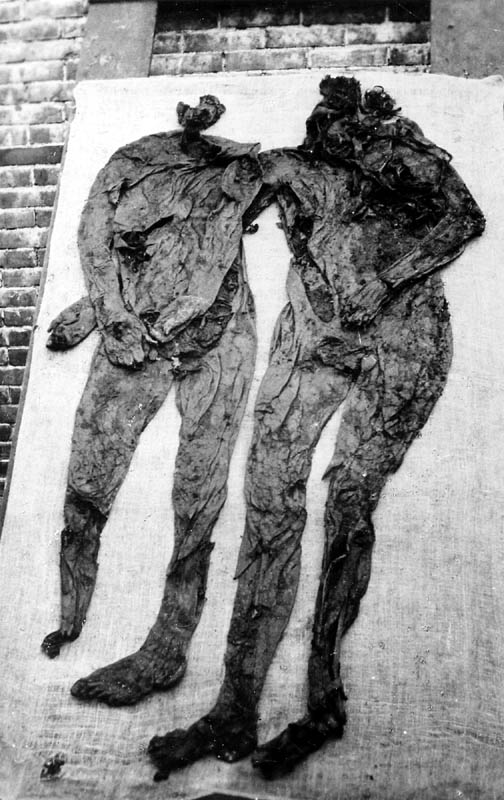
Люди із Вірдінга 1904

Люди із Вірдінга — два оголені болотні тіла, знайдені в Дренте, Нідерланди в південній частині Баутенджер Мур в 1904 році. Радіовуглецеве датування показало, що ці дві людини померли між 160 р. до н. е. і 220 р. н. е. Спочатку вважалося, що одне із двох тіл є жіночим, що призвело до назви «Пара з Вірдінга», чи більш популярної «Містер і місіс Вінстра», veen — голландський термін для болота і «Veenstra» є дуже поширеним голландським прізвищем.

## Патологія
Більш добре збережене тіло мало рану на грудях, через яку нутрощі висунулися назовні; це підтверджує, що власник тіла був убитий. Деякі дослідники вважають, що це вказує на ритуальну мету вбивства (жертвоприношення). Римський історик Страбон розповідав історії про європейців залізної доби, що намагалися передбачати майбутнє «читаючи нутрощі». Причина смерті іншого тіла невідома.